# Pseudophryne occidentalis
A Pseudophryne occidentalis a kétéltűek (Amphibia) osztályának békák (Anura) rendjébe, a Myobatrachidae családba, azon belül a Pseudophryne nembe tartozó faj.

## Előfordulása
Ausztrália endemikus faja. Nyugat-Ausztrália állam nyugati-délnyugati részének az ország belseje felé eső területein honos, bár van egy elszigetelt populációja az állam északnyugati részén is. Elterjedési területének mérete nagyjából 515 900 km².

## Nevének eredete
A faj neve a latin occidentālis szóból ered, a felfedezés helyére, a nyugat-ausztráliai Bruce Rock megyére utal.

## Megjelenése
Kis termetű békafaj, testhossza elérheti a 3,5 cm-t. Háta szürkésbarna vagy sötétszürke, sötétebb foltokkal vagy mintázattal. A fejen és a hát legalsó részén gyakran halvány narancssárga vagy világosbarna folt található. A hasa fekete-fehér vagy szürke márványozású. A karok felső része a vállnál, valamint a combok hátsó része gyakran halvány narancssárga vagy világosbarna. Pupillája vízszintes elhelyezkedésű, az írisz aranyszínű. Ujjai között nincs úszóhártya, ujjai végén nincsenek korongok.

## Életmódja
Élőhelyét szklerofil erdők alkotják. Gyakran sziklák, fatörzsek és kiszáradt növényzet alatt, ideiglenes vagy állandó víznyílások és agyagmedencék közelében figyelhető meg. A vízes helyek kiszáradásakor a nedves iszapba ássa be magát.
Nyáron, eső után szaporodik, de az élőhelyén uralkodó száraz körülmények miatt inkább opportunista, mint a nemzetség más fajai. A petéket kis csomókban rakja le a szárazföldön, homokos vagy agyagos talajú üregekbe. Akárcsak a többi Pseudophryne faj esetében, a fészket a hím őrzi. Az ebihalak hossza elérheti a 3,5 cm-t, barna vagy halvány aranyszínűek. A fészkek elárasztása egy-két hónapig tart amíg békává fejlődnek.

## Természetvédelmi helyzete
A vörös lista a nem fenyegetett fajok között tartja nyilván. Több természetvédelmi területen is megtalálható.